# Stensunds naturreservat
Stensund är ett naturreservat i Trosa kommun i Södermanlands län. Reservatet ligger cirka 3,5 kilometer öster om Trosa och gränser till Gälöfjärden. Strax norr om reservatet ligger Stensunds folkhögskola och Stensunds slott. Markägare är Svenska Frisksportförbundet och privat.

## Beskrivning
Området är naturskyddat sedan 2018 och är 26 hektar stort. Reservatet omfattar huvudsakligen höjden Skogsö med gamla barr- och lövträd och stränder med strandängar och vatten. I reservatet finns gott om stigar, motionsspår och flera ordnade grillplatser samt utsiktsplatser. Sörmlandsleden (etapp 56) passerar nära stranden i områdets södra del. Här ligger även den så kallade ”Roparudden” från vilken man kunde ropa efter en roddbåt för att ta sig över till Gälön. Stensunds folkhögskola använder området för undervisning och lägerverksamhet.

### Flora
Reservatet har stråk av kalkstensberggrund, och här återfinns därför flera kalkgynnade arter som annars är ovanliga i Södermanland, såsom sårläka, stenfrö och orkidéerna skogsknipprot, tvåblad och nästrot. Bland rödlistade arter som växer i reservatet märks alm och ask, slåtterfibbla och svamparna tallticka och jättekamskivling.

## Syfte
Syftet med naturreservatet är att bevara och utveckla områdets biologiska mångfald kopplad till örtrik, betespräglad barrblandskog med kalkrika markförhållanden samt till värdefulla strandängar och kustmiljöer. Livsnödvändiga miljöer och strukturer för sällsynta och hänsynskrävande arter i området ska finnas. Syftet är även att tillgodose behovet av områden för friluftsliv.

## Bilder

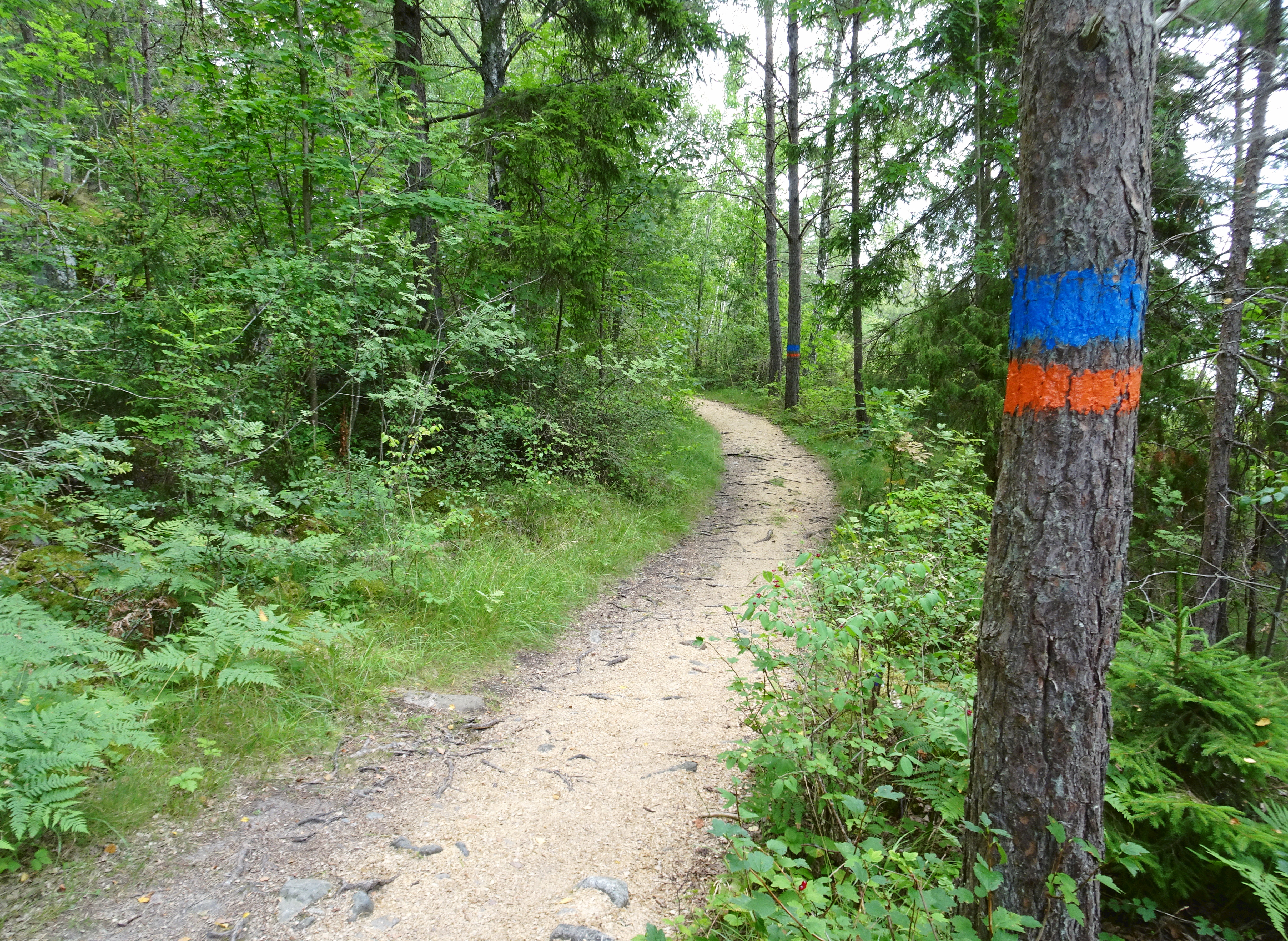
Promenadstig i Stensunds naturreservat.
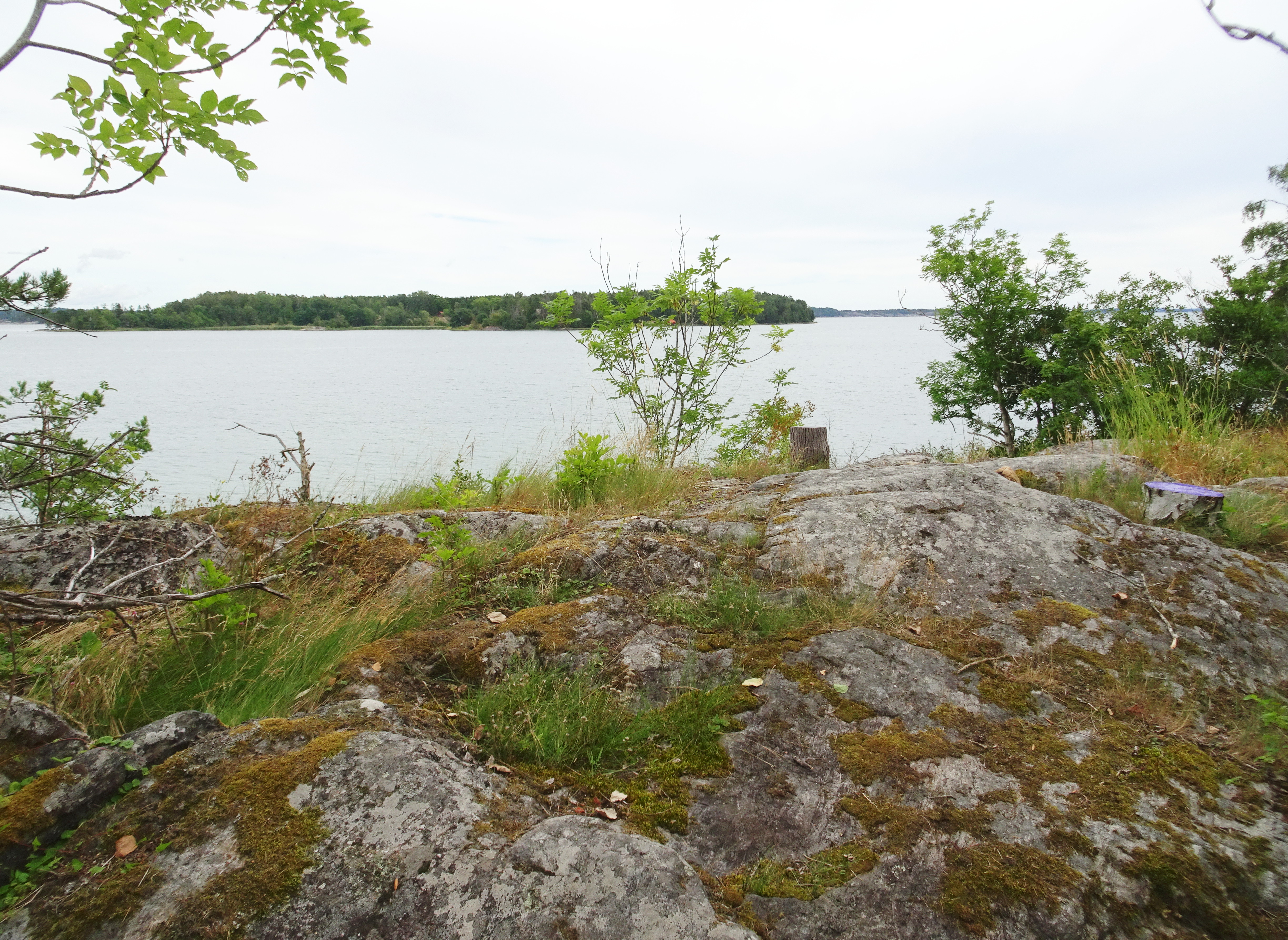
Utsikt från Roparudden med Gälön i bakgrunden.
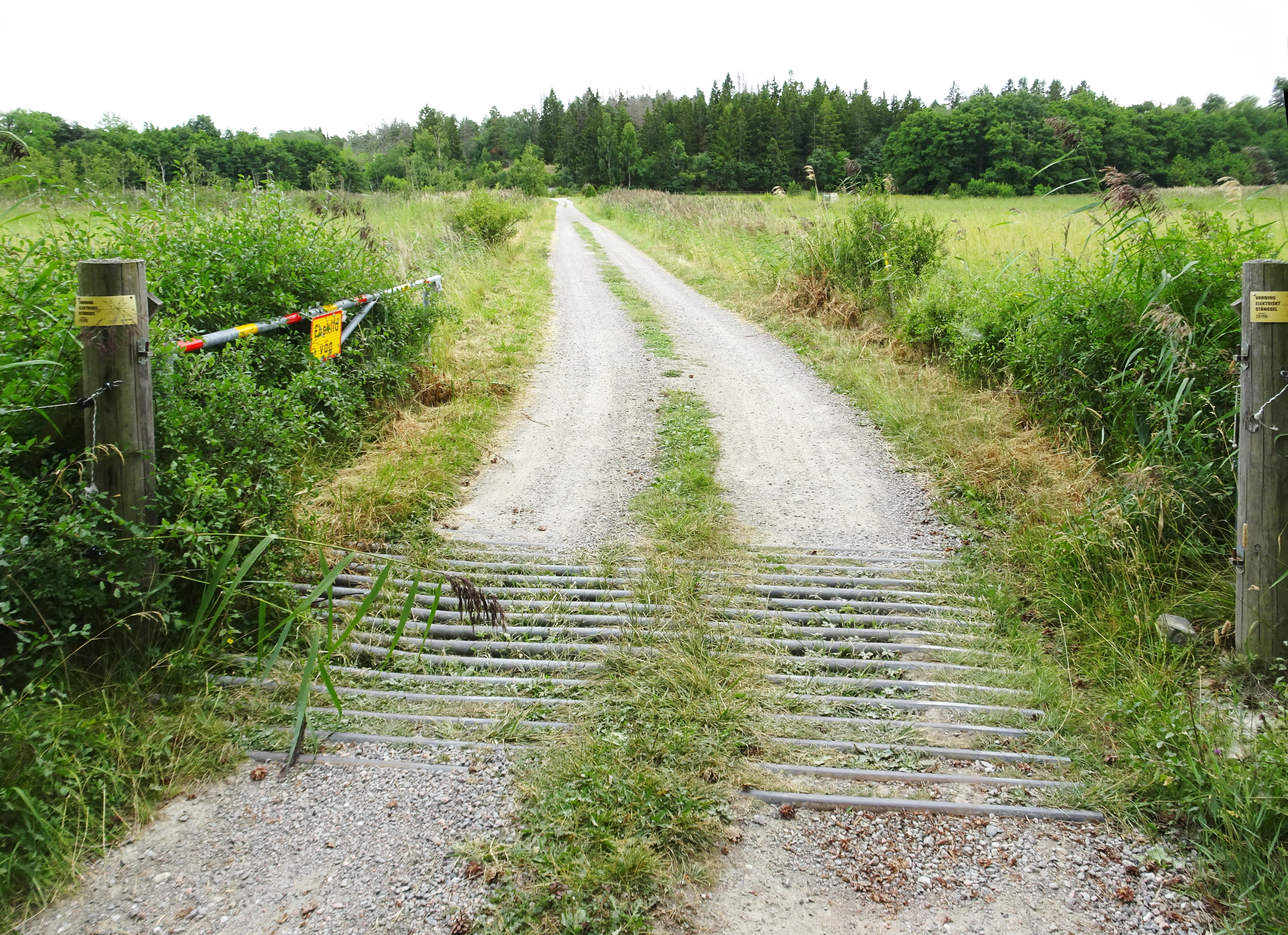
Över Borsösundet går reservatets gräns.